# Edward Seidensticker
Edward George Seidensticker, né le 11 février 1921 à Castle Rock dans le Colorado et mort le 26 août 2007 à Tokyo, est un japonologue et traducteur américain de littérature japonaise, particulièrement connu pour sa version en anglais du Genji monogatari (1976) qui fait référence parmi les traductions modernes. Il est également reconnu pour ses traductions de Yasunari Kawabata qui ont contribué à l'obtention par Kawabata du prix Nobel de littérature en 1968.

## Traducteur
Seidensticker a été parfois décrit comme « le meilleur traducteur de japonais qui ait jamais vécu » ; et pourtant, il a admis que parfois la traduction est une tâche presque impossible. Il s'agit non seulement d'une question de mots mais aussi de rythme. Dans une entrevue accordée en 2006, il a essayé de l'expliquer en rappelant une expression bien connue en anglais - le dernier vers du Hamlet de Shakespeare : « Bonne nuit, doux prince, et que les vols d'anges t'accompagnent à ton repos ».
« C'est un vers tout à fait simple et je pense que c'est un très, très beau vers. Il contient 14 syllabes en anglais ; j'ai regardé toutes les principales traductions en japonais et elles contiennent toutes au moins trois fois ce nombre de syllabes... Cela prend plus de temps pour dire quelque chose en japonais qu'il ne le faut en anglais aussi le rythme doit-il être différent. Je compare toujours le traducteur à un contrefacteur... sa tâche est d'imiter l'original jusque dans les moindres détails ».
L'introduction à la traduction par Seidensticker du Le Maître ou le Tournoi de go explique : « Le jeu de go est simple dans ses fondamentaux et infiniment complexe dans leur mise en œuvre » et la même dynamique s'applique à une bonne écriture et à une grande traduction. Un des personnages du chef-d'œuvre de Yasunari Kawabata observe : « Quand une loi est faite, le rusé qui trouve des échappatoires se met à l’œuvre. On ne peut nier qu'il existe une certaine malice chez les jeunes joueurs, malice qui, lorsque les règles sont écrites pour évite la malice fait usage des règles elles-mêmes » - il en va de même avec la stratégie de traduction rusée de Seidensticker au travail et à l’œuvre.
Seidensticker est lauréat du National Book Award dans la catégorie « traduction » (en) pour son édition de Le Grondement de la montagne de Kawabata (prix partagé).
Il a également traduit L'Ange en décomposition, dernier volume de la tétralogie La Mer de la fertilité de Yukio Mishima et plusieurs des histoires de ce dernier. Seidensticker est aussi l'auteur des traductions de Les Sœurs Makioka (en) et Le Goût des orties de Jun'ichirō Tanizaki et a rédigé d'importantes revue critiques sur la place de Tanizaki dans la littérature japonaise du XXe siècle. La nécrologie du New York Times autorise le traducteur à parler pour lui-même.
Au cours de ses années au Japon, Seidensticker s'est lié d'amitié avec beaucoup d'écrivains qu'il a traduits mais les amitiés ont parfois été mises à l'épreuve pendant la délicate danse diplomatique qui est au cœur de l'art du traducteur. Comme le rappelle Seidensticker dans Tokyo Central, quelques écrivains demandent plus de « danse » que d'autres :
« Tanizaki écrivait des phrases claires et rationnelles », dit Seidensticker. « Je ne veux certainement pas suggérer que je désapprouve ces phrases, mais leur traduction n'est pas très intéressante. Il y avait peu à propos de quoi je me suis senti enclin à m'enquérir auprès de Tanizaki ».
Rien de tel avec Kawabata. « Ne trouvez-vous pas, mon estimé maître, trouver cela un passage assez impénétrable? » se souvient lui avoir tout doucement demandé Seidensticker au cours de la traduction de Pays de neige.
« Il examinait consciencieusement le passage et répondait « Oui » » écrit Seidensticker. « Rien de plus ».
La dernière œuvre dont il a supervisé la traduction en anglais est You Were Born for a Reason sur le bouddhisme japonais.

## Japonologue
Il a beaucoup écrit sur le Japon, dont une Histoire de Tokyo en 2 volumes – Low City, High City: Tokyo from Edo to the Earthquake (1983) et Tokyo Rising: The City Since the Great Earthquake (1990) – ainsi que Kafu the Scribbler (1965), une biographie de l'écrivain Kafū Nagai.
Né à Castle Rock (Colorado), il étudie le japonais en 1942 à l'université du Colorado à Boulder avec son collègue Donald Keene puis la littérature japonaise à l'université Harvard et à l'université de Tokyo. Il enseigne à l'université Sophia à Tokyo, à l'université Stanford (1962–1966), à l'université du Michigan (1966–1977) et à l'université Columbia (1977–1985) jusqu'à sa retraite en 1985. Au cours de sa carrière universitaire, il est également crédité d'avoir enseigné à ses pairs. Dans un entretien accordé en 2004, Donald Richie explique :

« Il ne m'est pas venu à l'esprit qu'il existe des choses au-delà de la pensée socratique linéaire, rationnelle. En Occident, c'est une insulte de dire « Mais c'est illogique! ». Ici, si vous voulez détruire une personne, dites-lui qu'elle est ronri-teki - trop logique. Un des principaux moyens de communication au Japon se fait par la pensée associative. Au Japon, quelque chose qui est trop logique est raide, contre nature, guindé. »

Il publie ses observations autobiographiques dans Tokyo Central: A Memoir in 2001. Une biographie et bibliographie sont incluses dans un ouvrage commémoratif créé par ceux dont il a influencé la vie,New Leaves:  Studies and Translations of Japanese Literature in Honor of Edward Seidensticker (1993).
Après avoir pris sa retraite, il partage son temps entre Honolulu et Tokyo qu'il décrit comme « la ville la plus constamment intéressante du monde ». Sa dernière hospitalisation est due à des blessures crâniennes subies lors d'une promenade le long de l'étang de Shinobazu du parc d'Ueno, très près de son domicile. Après trois mois passé dans le coma, il meurt à Tokyo à l'âge de 86 ans.

### Honneurs
- Ordre du Soleil levant, rayons d'or avec ruban, troisième classe, 1975.
- Prix Kan-Kikuchi, 1977[8].
- Prix de la Fondation du Japon, 1984[9].

## Ouvrages (sélection)
Auteur
- 2006 – The Snake That Bowed. Berkeley: Printed Matter Press.  (ISBN 1-933606-03-7);  (ISBN 978-1-933606-03-3); OCLC 190850945
- 2002 – Tokyo Central: A Memoir. Seattle: University of Washington Press.  (ISBN 978-0-295-98134-5)
- 1994 – Very Few People Come This Way: Lyrical Episodes from the Year of the Rabbit. Brighton : In Print.  (ISBN 978-1-873047-31-6); OCLC 32204582
- 1990 – Tokyo Rising. New York : Alfred A. Knopf.  (ISBN 978-0-394-54360-4) (toilé)
  - McInerney, Jay. The City that Disappeared Twice New York Times. 1er avril 1990.
  - Waley, Paul. Review: Tokyo Rising: The City Since the Great Earthquake by Edward Seidensticker, Monumenta Nipponica, vol. 46, no 1 (printemps 1991), pp. 144–146.
- 1984 – Low City, High City: Tokyo from Edo to the Earthquake: How the Shogun's Ancient Capital Became a Great Modern City, 1867–1923. New York: Alfred A. Knopf.  (ISBN 0-394-50730-4);  (ISBN 978-0-394-50730-9) (toilé) [réimpression Tuttle, Tokyo, 1984.  (ISBN 4-8053-0494-4);  (ISBN 978-4-8053-0494-5)] Harvard University Press, Cambridge, 1991.  (ISBN 0-674-53939-7);  (ISBN 978-0-674-53939-6)]
  - Christopher, Robert C. Meiji Modernizing New York Times, 11 septembre 1983.
  - Miller, Roy Andrew.  Review: Low City, High City: Tokyo from Edo to the Earthquake by Edward Seidensticker Journal of Japanese Studies, vol. 10, no 1 (hiver 1984), pp. 232–236.
  - Smith, Henry. Review: Low City, High City: Tokyo from Edo to the Earthquake by Edward Seidensticker Monumenta Nipponica, vol. 39, no 2 (été 1984), pp. 206–210.
- 1979 – This Country, Japan. Tokyo: Kodansha International. OCLC 5462992
- 1977 – Genji Days. Tokyo: Kodansha International.  (ISBN 0-87011-296-1);  (ISBN 978-0-87011-296-6); OCLC 3738055
- 1965 – Kafu the Scribbler: The Life and Writings of Nagai Kafu, 1879–1959.

Traducteur
- Yasushi Inoue. Lou-Lan and Other Stories.
- Yasunari Kawabata. (1956; revision 1989). Snow country
- __________. (1969). House of the Sleeping Beauties and Other Stories.
- __________. (1959). Thousand Cranes
- __________. (1970). The Sound of the Mountain
- __________. (1972). The Master of Go.
- Yukio Mishima. (1974). The Decay of the Angel
- Murasaki Shikibu. (1976). The Tale of Genji.
- Jun'ichirō Tanizaki. (1955). Some Prefer Nettles.
- __________. (1957). The Makioka Sisters
- __________. (____). In Praise of Shadows
- Fumio Niwa. (1953). A Touch of Shyness
- Gossamer Years: The Diary of a Noblewoman of Heian Japan. (traduction de Kagerō Nikki.) Tokyo: Tuttle Publishing.